# Шипиково
Шипиково је насељено место града Зајечара у Зајечарском округу. Према попису из 2022. било је 202 становника (према попису из 1991. било је 672 становника).
Село се налази на око 400 м од Бугарске границе, између Зајечара и Неготина на око 240 м надморске висине, има око 150 - 200 домаћинстава (око 450 - 500 становника). Већина становништва су Власи.
Већи део становништва налази се на привременом раду у иностранству (Аустрији, Немачкој, Швајцарској, Француској и осталим деловима света).
По неким старим причама село је добило име по дивљој ружи и шипку се у прво време звало Шипково па су касније променили име у Шипиково.
Сеоска слава је Свети Илија и прославља се 2. августа. Становници села се баве већим делом пољопривредом. Сваке године 4. августа одржава се манифестација Илиндански дани.

## Демографија
У насељу Шипиково живи 447 пунолетних становника, а просечна старост становништва износи 52,1 година (51,2 код мушкараца и 52,9 код жена). У насељу има 188 домаћинстава, а просечан број чланова по домаћинству је 2,72.
Ово насеље је углавном насељено Власима (према попису из 2002. године), а у последња три пописа, примећен је пад у броју становника.
|  |

| Демографија | Демографија | Демографија |
| Година      | Становника  | Становника  |
| ----------- | ----------- | ----------- |
| 1948.       | 1.129       |             |
| 1953.       | 1.128       |             |
| 1961.       | 1.038       |             |
| 1971.       | 966         |             |
| 1981.       | 898         |             |
| 1991.       | 672         | 579         |
| 2002.       | 511         | 650         |

| Етнички састав према попису из 2002.‍ | Етнички састав према попису из 2002.‍ | Етнички састав према попису из 2002.‍ | Етнички састав према попису из 2002.‍ | Етнички састав према попису из 2002.‍ |
| ------------------------------------ | ------------------------------------ | ------------------------------------ | ------------------------------------ | ------------------------------------ |
|                                      |                                      |                                      |                                      |                                      |
| Власи                                | Власи                                |                                      | 335                                  | 65,55%                               |
| Срби                                 | Срби                                 |                                      | 155                                  | 30,33%                               |
| Румуни                               | Румуни                               |                                      | 4                                    | 0,78%                                |
| Муслимани                            | Муслимани                            |                                      | 1                                    | 0,19%                                |
| Бугари                               | Бугари                               |                                      | 1                                    | 0,19%                                |
| непознато                            | непознато                            |                                      | 14                                   | 2,73%                                |

| Година пописа     | 1948. | 1953. | 1961. | 1971. | 1981. | 1991. | 2002. |
| ----------------- | ----- | ----- | ----- | ----- | ----- | ----- | ----- |
| Број домаћинстава | 264   | 269   | 259   | 243   | 233   | 202   | 188   |

| Број чланова      | 1  | 2  | 3  | 4  | 5  | 6 | 7 | 8 | 9 | 10 и више | Просек |
| ----------------- | -- | -- | -- | -- | -- | - | - | - | - | --------- | ------ |
| Број домаћинстава | 47 | 65 | 22 | 24 | 18 | 6 | 2 | 4 | 0 | 0         | 2,72   |

| Пол    | Укупно | Неожењен/Неудата | Ожењен/Удата | Удовац/Удовица | Разведен/Разведена | Непознато |
| ------ | ------ | ---------------- | ------------ | -------------- | ------------------ | --------- |
| Мушки  | 222    | 41               | 146          | 31             | 4                  | 0         |
| Женски | 237    | 21               | 149          | 53             | 14                 | 0         |
| УКУПНО | 459    | 62               | 295          | 84             | 18                 | 0         |

| Пол    | Укупно                    | Пољопривреда, лов и шумарство | Рибарство                            | Вађење руде и камена | Прерађивачка индустрија       |
| ------ | ------------------------- | ----------------------------- | ------------------------------------ | -------------------- | ----------------------------- |
| Мушки  | 84                        | 67                            | 0                                    | 1                    | 4                             |
| Женски | 99                        | 94                            | 0                                    | 0                    | 0                             |
| УКУПНО | 183                       | 161                           | 0                                    | 1                    | 4                             |
| Пол    | Производња и снабдевање   | Грађевинарство                | Трговина                             | Хотели и ресторани   | Саобраћај, складиштење и везе |
| Мушки  | 1                         | 0                             | 2                                    | 0                    | 0                             |
| Женски | 0                         | 0                             | 0                                    | 0                    | 0                             |
| УКУПНО | 1                         | 0                             | 2                                    | 0                    | 0                             |
| Пол    | Финансијско посредовање   | Некретнине                    | Државна управа и одбрана             | Образовање           | Здравствени и социјални рад   |
| Мушки  | 0                         | 1                             | 2                                    | 0                    | 1                             |
| Женски | 1                         | 1                             | 1                                    | 1                    | 1                             |
| УКУПНО | 1                         | 2                             | 3                                    | 1                    | 2                             |
| Пол    | Остале услужне активности | Приватна домаћинства          | Екстериторијалне организације и тела | Непознато            | Непознато                     |
| Мушки  | 0                         | 0                             | 0                                    | 5                    | 5                             |
| Женски | 0                         | 0                             | 0                                    | 0                    | 0                             |
| УКУПНО | 0                         | 0                             | 0                                    | 5                    | 5                             |